# (15318) Innsbruck
(15318) Innsbruck ist ein Asteroid des Asteroiden-Hauptgürtels, der am 24. Mai 1993 von Carolyn Shoemaker am Palomar-Observatorium (IAU-Code 675) in Kalifornien entdeckt wurde.
Der Asteroid gehört zur Phocaea-Familie, einer Gruppe von Asteroiden, die nach (25) Phocaea benannt ist. Charakteristisch für diese Gruppe ist unter anderem die 4:1-Bahnresonanz mit dem Planeten Jupiter. Die Sonnenumlaufbahn von (15318) Innsbruck ist mit mehr als 25° stark gegenüber der Ekliptik des Sonnensystems geneigt, was charakteristisch für Phocaea-Asteroiden ist.
Er wurde am 9. März 2001 nach Innsbruck, der Landeshauptstadt von Tirol, benannt.